# تورد وجني
التورد الوجني هو تغير في لون أعالي الخد إلى اللون الأحمر البرقوقي (لون أرجواني مزرق داكن) يكون مرتبطا عادة بتضيق الصمام التاجي نتيجة لاحتباس ثاني أكسيد الكربون وما ينتج عنه من تأثير توسعي على الأوعية الدموية. وقد يكون مرتبطا بأعراض أخرى.